# UFC 144
UFC 144: Edgar vs. Henderson（ユーエフシー・ワンフォーティフォー：エドガー・バーサス・ヘンダーソン、別名UFC JAPAN）は、アメリカ合衆国の総合格闘技団体「UFC」の大会の一つ。2012年2月26日、埼玉県さいたま市のさいたまスーパーアリーナで開催された。

## 大会概要
11年ぶりの日本開催となった本大会はPRIDEやDREAM、SRC等の国内メジャー団体の会場として知られる、さいたまスーパーアリーナで開催された。メインイベントではフランク・エドガーの4度目の防衛戦となるUFC世界ライト級タイトルマッチが行われた。日本開催ということもあり、日本人対外国人が多く組まれ、日本に馴染みのあるクイントン・"ランペイジ"・ジャクソンやマーク・ハントも出場した。
当初はライト級ワンマッチで五味隆典対ジョージ・ソテロポロス、フェザー級ワンマッチでレオナルド・ガルシア対ジャン・ティエカンが予定されていたが、ソテロポロス、ガルシア両選手が怪我で欠場となり、五味の対戦相手は光岡映二、ティエカンの対戦相手は田村一聖に変更となった。光岡、田村は共にUFC初参戦となる。振り替え候補には、北岡悟、宮田和幸、金原正徳ら日本のトップファイターの名前も上がっていた。
ライトヘビー級ワンマッチのクイントン・"ランペイジ"・ジャクソン対ライアン・ベイダーは、ランペイジが前日計量で6ポンド（約2.7kg）体重超過したため、ランペイジのファイトマネーから20％が没収されてベイダーに支払われることを条件に211ポンド契約で行われることになった。

## 試合結果

### アーリープレリム
第1試合 フェザー級ワンマッチ 5分3R
○  田村一聖 vs.  ジャン・ティエカン ×
2R 0:32 KO（右フック）

### プレリミナリーカード
第2試合 バンタム級ワンマッチ 5分3R
○  クリス・カリアソ vs.  水垣偉弥 ×
3R終了 判定3-0（29-28、29-28、29-28）
第3試合 ミドル級ワンマッチ 5分3R
○  福田力 vs.  スティーブ・キャントウェル ×
3R終了 判定3-0（29-28、30-27、30-27）
第4試合 バンタム級ワンマッチ 5分3R
○  ヴァウアン・リー vs.  山本"KID"徳郁 ×
1R 4:29 腕ひしぎ十字固め
第5試合 ライト級ワンマッチ 5分3R
○  五味隆典 vs.  光岡映二 ×
2R 2:21 TKO（パウンド）

### メインカード
第6試合 ライト級ワンマッチ 5分3R
○  アンソニー・ペティス vs.  ジョー・ローゾン ×
1R 1:21 KO（左ハイキック→パウンド）
第7試合 フェザー級ワンマッチ 5分3R
○  日沖発 vs.  バート・パラゼウスキー ×
3R終了 判定3-0（29-28、29-28、30-27）
第8試合 ミドル級ワンマッチ 5分3R
○  ティム・ボッシュ vs.  岡見勇信 ×
3R 0:54 TKO（スタンドパンチ連打）
第9試合 ウェルター級ワンマッチ 5分3R
○  ジェイク・シールズ vs.  秋山成勲 ×
3R終了 判定3-0（30-27、30-27、30-27）
第10試合 ヘビー級ワンマッチ 5分3R
○  マーク・ハント vs.  シーク・コンゴ ×
1R 2:11 TKO（スタンドパンチ連打）
第11試合 211ポンド契約ワンマッチ 5分3R
○  ライアン・ベイダー vs.  クイントン・"ランペイジ"・ジャクソン ×
3R終了 判定3-0（30-27、30-27、30-27）
※ジャクソンの体重超過によりライトヘビー級から変更。
第12試合 UFC世界ライト級タイトルマッチ 5分5R
○  ベン・ヘンダーソン vs.  フランク・エドガー ×
5R終了 判定3-0（49-46、48-47、49-46）
※ヘンダーソンが王座獲得に成功。

### 各賞
ファイト・オブ・ザ・ナイト： フランク・エドガー vs. ベン・ヘンダーソン
ノックアウト・オブ・ザ・ナイト： アンソニー・ペティス
サブミッション・オブ・ザ・ナイト： ヴァウアン・リー
各選手にはボーナスとして6万5,000ドルが支給された。

## メディカルサスペンション
大会終了後、UFCはメディカルサスペンションを発表した。
- 最大180日間出場停止・・・ベン・ヘンダーソン ,クイントン・"ランペイジ"・ジャクソン,光岡映二

- 最大45日間出場停止、30日間コンタクト練習禁止・・・フランク・エドガー,ジョー・ローゾン,岡見勇信,シーク・コンゴ,ジャン・ティエカン

- 最大30日間出場停止、21日間コンタクト練習禁止・・・ティム・ボッシュ

ヘンダーソンは拳と左足を骨折、ジャクソンは右ヒザ負傷、光岡は鼻を負傷した疑い。健康診断をクリアすれば出場停止期間は短縮される。